# العلاقات السنغافورية الموزمبيقية
العلاقات السنغافورية الموزمبيقية هي العلاقات الثنائية التي تجمع بين سنغافورة وموزمبيق.

## مقارنة بين البلدين
هذه مقارنة عامة ومرجعية للدولتين:
| وجه المقارنة                                              | سنغافورة                                                             | موزمبيق          |
| --------------------------------------------------------- | -------------------------------------------------------------------- | ---------------- |
| المساحة (كم2)                                             | 719                                                                  | 801.59 ألف       |
| عدد السكان (نسمة)                                         | 5.89 مليون                                                           | 29.67 مليون      |
| الكثافة السكانية (ن./كم²)                                 | 819.19 ألف                                                           | 37.01            |
| العاصمة                                                   | سنغافورة                                                             | مابوتو           |
| اللغة الرسمية                                             | لغة إنجليزية، اللغة الملايو، اللغة الصينية القياسية، اللغة التاميلية | اللغة البرتغالية |
| العملة                                                    | دولار سنغافوري                                                       | متكال موزمبيقي   |
| الناتج المحلي الإجمالي (بليون دولار)                      | 323.91 مليار                                                         | 12.33 مليار      |
| الناتج المحلي الإجمالي (تعادل القوة الشرائية) بليون دولار | 472.59 مليار                                                         | 33.35 مليار      |
| الناتج المحلي الإجمالي الاسمي للفرد دولار أمريكي          | 52.89 ألف                                                            | 529              |
| الناتج المحلي الإجمالي للفرد دولار أمريكي                 | 82.76 ألف                                                            | 1.13 ألف         |
| مؤشر التنمية البشرية                                      | 0.925                                                                | 0.416            |
| رمز المكالمات الدولي                                      | +65                                                                  | +258             |
| رمز الإنترنت                                              | .sg                                                                  | .mz              |
| المنطقة الزمنية                                           | ت ع م+08:00، توقيت سنغافورة المنسق ‏                                  | ت ع م+02:00      |

## منظمات دولية مشتركة
يشترك البلدان في عضوية مجموعة من المنظمات الدولية، منها:
| علم المنظمة | اسم المنظمة                               | تاريخ انضمام سنغافورة | تاريخ انضمام موزمبيق |
| ----------- | ----------------------------------------- | --------------------- | -------------------- |
|             | الاتحاد البريدي العالمي                   | ?                     | ?                    |
|             | مؤسسة التنمية الدولية                     | 27 سبتمبر 2002        | 24 سبتمبر 1984       |
|             | دول الكومنولث                             | ?                     | 1995                 |
|             | منظمة التجارة العالمية                    | ?                     | ?                    |
|             | الأمم المتحدة                             | 21 سبتمبر 1965        | 16 سبتمبر 1975       |
|             | منظمة حظر الأسلحة الكيميائية              | ?                     | ?                    |
|             | وكالة ضمان الاستثمار متعدد الأطراف        | 24 فبراير 1998        | 23 نوفمبر 1994       |
|             | منظمة الشرطة الجنائية الدولية             | ?                     | ?                    |
|             | مؤسسة التمويل الدولية                     | 4 سبتمبر 1968         | 24 سبتمبر 1984       |
|             | المنظمة الهيدروغرافية الدولية             | ?                     | ?                    |
|             | الاتحاد الدولي للاتصالات                  | 22 أكتوبر 1965        | 4 نوفمبر 1975        |
|             | البنك الدولي للإنشاء والتعمير             | 3 أغسطس 1966          | 24 سبتمبر 1984       |
|             | المركز الدولي لتسوية المنازعات الاستشارية | 13 نوفمبر 1968        | 7 يوليو 1995         |
|             | يونسكو                                    | 8 أكتوبر 2007         | 11 أكتوبر 1976       |

## وصلات خارجية
- موقع وزارة الخارجية السنغافورية
- موقع وزارة الخارجية الموزمبيقية